# Weißes Fingerkraut
Das Weiße Fingerkraut (Potentilla alba) ist eine Pflanzenart aus der Gattung der Fingerkräuter (Potentilla) in der Familie der Rosengewächse (Rosaceae). Potentilla alba wurde 1753 von Carl von Linné in Species Plantarum erstbeschrieben.

## Erscheinungsbild

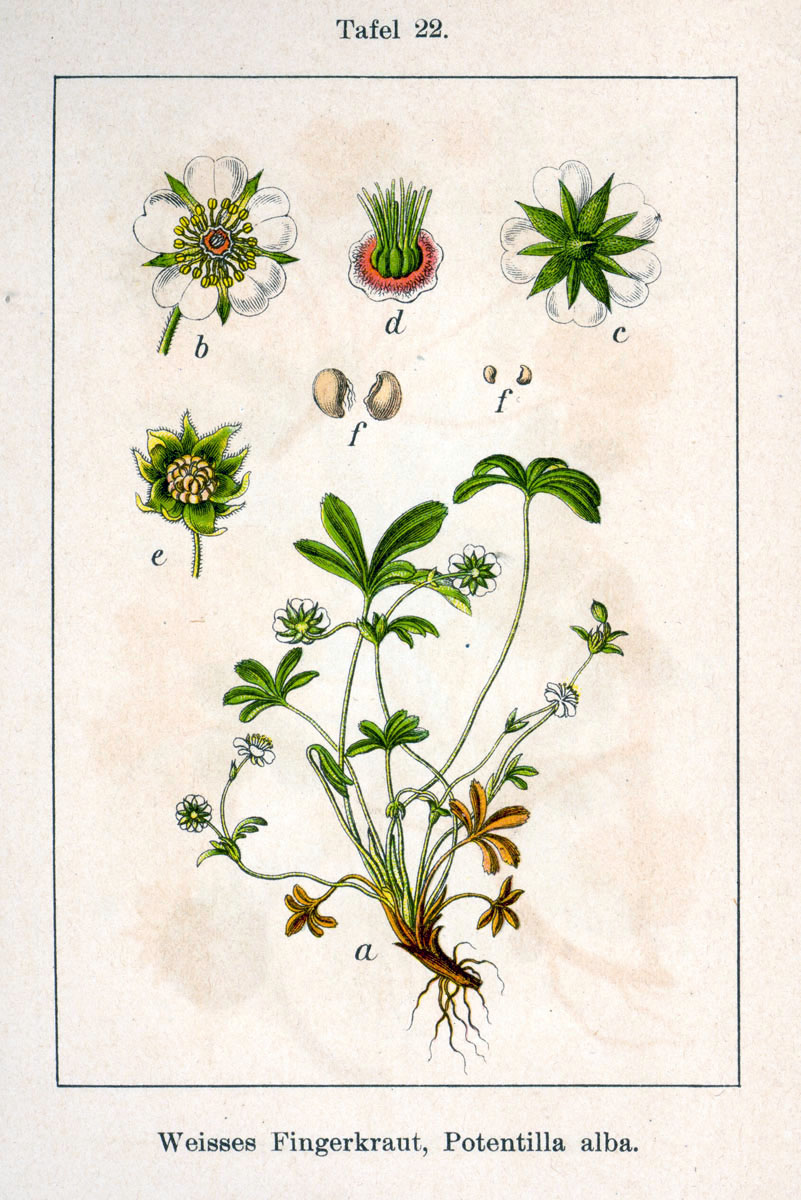
Illustration des Weißen Fingerkrautes (Potentilla alba)

Das Weiße Fingerkraut ist eine ausdauernde krautige Pflanze, die Wuchshöhen von 10 bis 20 cm erreicht. Die dünnen, oft schlaff niedergebogenen Stängel sind nur etwa 5 bis 8 cm lang und werden deutlich von den Rosettenblättern überragt. Die gestielten Laubblätter sind bis zu 20 cm lang, und fingerförmig aus fünf verkehrt-lanzettlichen, an der Spitze etwas gesägten, 2 bis 10 cm langen und etwa 2 cm breiten Blättchen zusammengesetzt. Die Blättchen sind unterseits weiß seidig anliegend behaart, ebenso am Rand sowie am Stiel, oberseits sind sie dunkelgrün und fast kahl. Es sind oft nur zwei oder drei Stängelblätter vorhanden; sie sind kurzgestielt bis sitzend, drei- bis fünfteilig gefingert oder es ist nur noch ein Blättchen vorhanden. Die Nebenblätter besitzen ein 1 bis 2 cm langes, sehr spitzes, anliegend behaartes Öhrchen. 
Der armblütige (ein bis fünf Blüten), locker trugdoldige Blütenstand ist 5 bis 15 cm lang. Die langgestielten Blüten weisen einen Durchmesser von etwa 15 bis 25 mm auf. Die Außenkelchblätter sind sehr spitz, etwas kürzer als die ebenfalls zugespitzten 7 bis 10 mm langen Kelchblätter. Die verkehrt herzförmigen Kronblätter sind weiß und 6 bis 12 mm lang. Es sind 20 Staubblätter mit weißen, kahlen Staubfäden vorhanden.
Das Weiße Fingerkraut blüht von April bis Juni, selten noch einmal im September.
Die Chromosomenzahl beträgt 2n = 28.

## Standortansprüche und Verbreitung

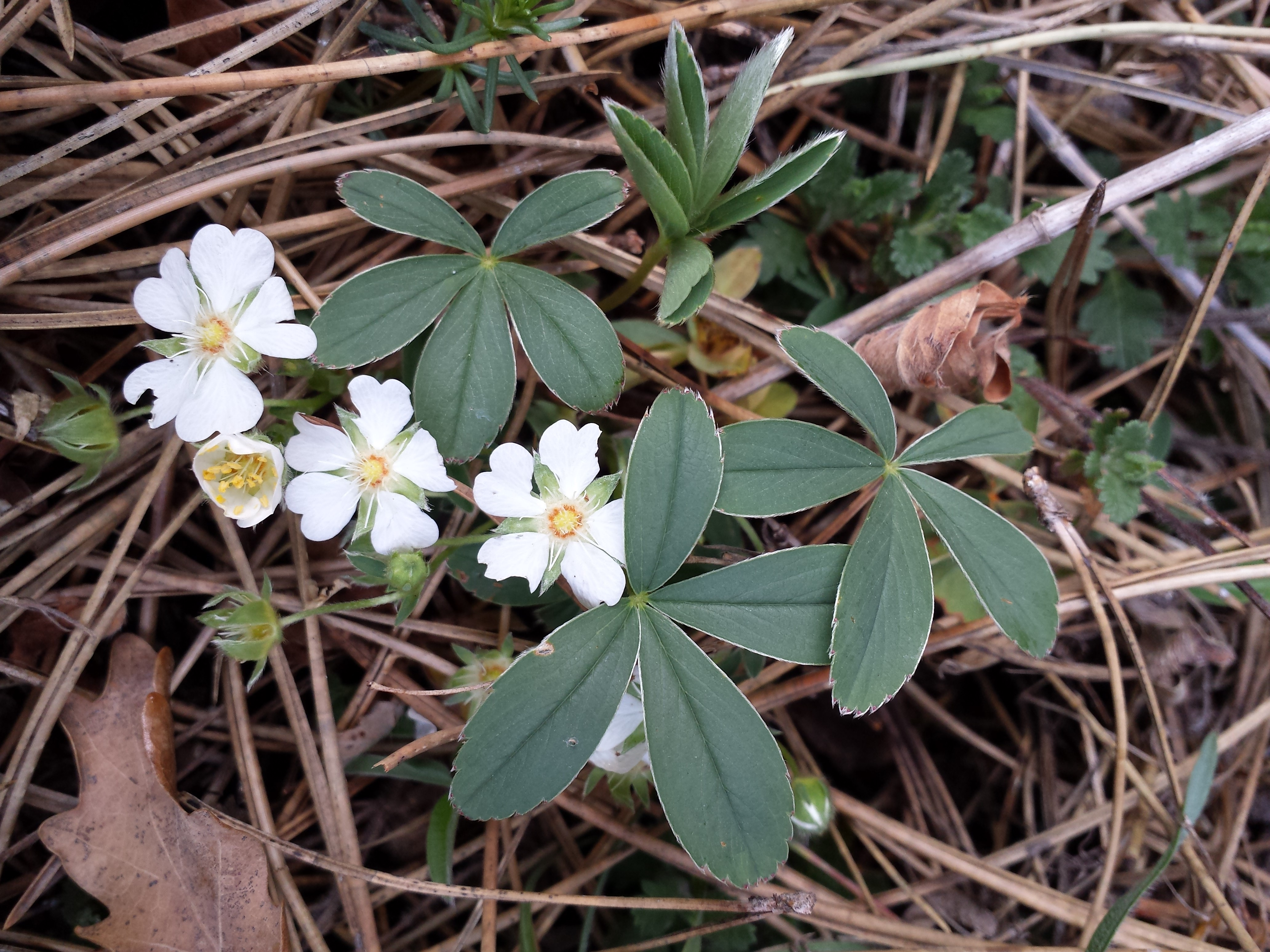
Weißes Fingerkraut (Potentilla alba)

Das Weiße Fingerkraut ist ein europäisch-kontinentales Florenelement. Das Areal umfasst das östliche Mitteleuropa und Osteuropa bis zur Wolga. Die Nordgrenze quert Norddeutschland. Die Art fehlt in Fennoskandien und auf den Britischen Inseln. Die Westgrenze verläuft in den Vogesen und Ardennen. Im Süden zieht die Grenze durch Norditalien, Jugoslawien und Bulgarien über die Ukraine zur mittleren Wolga.
Das Weiße Fingerkraut kommt zerstreut und selten nur in der Mitte und im Süden Deutschlands vor.
Das Weiße Fingerkraut wächst auf trockenen bis wechselfeuchten, nährstoffarmen, sandigen bis tonigen Böden. Es bevorzugt vor allem lichte Eichen- und Kiefernwälder, Saumgesellschaften an Waldrändern und Magerwiesen. Es ist eine Charakterart des Potentillo-Quercetum, kommt aber auch in Gesellschaften des Verbands Geranion sanguinei vor.
Die Art ist ein Relikt aus der Zeit vor der Intensivierung von Land- und Forstwirtschaft, die schon im 19. Jahrhundert einsetzte. Die Bestände des Weißen Fingerkrautes nehmen schon seit langer Zeit deutlich ab.

## Artenschutz
Gefährdung in Deutschland: Kategorie 3: gefährdet !